# Antonia del Balzo (contessa di Rodigo e Sabbioneta)
Antonia del Balzo (1461 – Gazzuolo, 16 gennaio 1538) è stata una nobile italiana, contessa consorte di Rodigo e Sabbioneta.

## Biografia

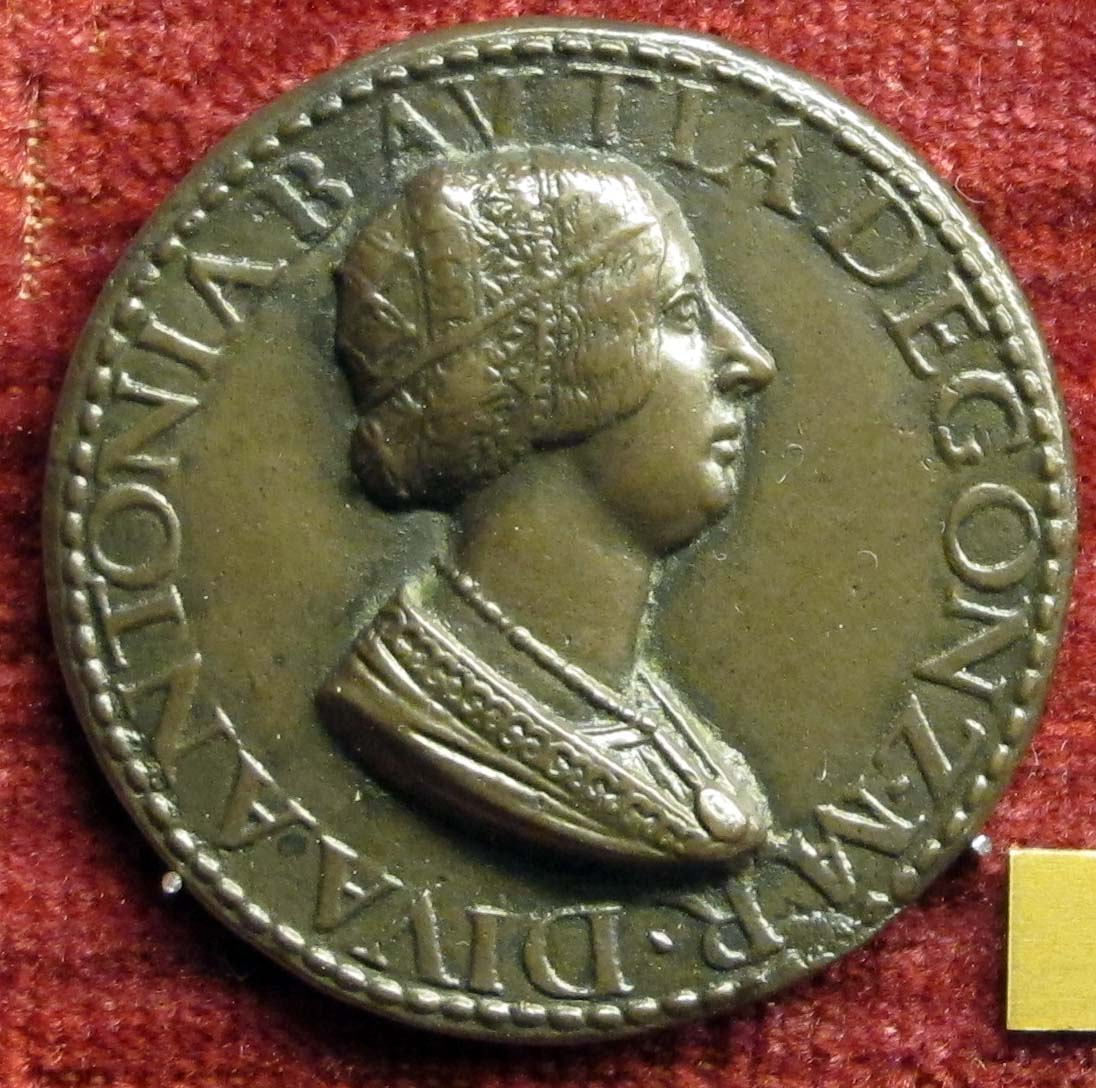
Pier Jacopo Alari Bonacolsi, Medaglia di Antonia del Balzo

Discendente da una delle più importanti famiglie del Regno di Napoli, era la figlia di Pirro del Balzo, principe di Altamura, duca di Venosa e di Maria Donata Orsini del Balzo, contessa di Montescaglioso. La sorella Isabella fu la moglie del Re Federico d'Aragona.
Il 17 luglio 1479, con una dote di 8 000 ducati, sposò Gianfrancesco Gonzaga, che fu il capostipite del ramo cadetto dei Gonzaga di Sabbioneta e Bozzolo, figlio di Ludovico III, marchese di Mantova, e Barbara di Brandeburgo.
Nel 1498, Rogeri de Pacienza gli dedico' il suo poema Lo Balzino, che descrive la cavalcata della sorella di Antonia, Isabella del Balzo, moglie di Federico d'Aragona, da Lecce a Napoli per essere incoronata regina di Napoli.
Antonia del Balzo quasi sempre tra il castello di Bozzolo e il palazzo di Mantova. Si trasferì nel 1501 a Gazzuolo, dove si circondò di artisti (tra i quali Andrea Mantegna e Francesco Bonsignori) e letterati (tra cui Mario Equicola e Matteo Bandello) anche dopo la morte del marito che, con testamento del 25 agosto 1497, le lasciò 1 000 ducati.
Morì nel 1538 e venne sepolta nell'Oratorio di San Pietro di Belforte.

## Discendenza
Gianfrancesco e Antonia ebbero dodici figli:
- n.n., nata prematura e morta il 23 dicembre 1479;
- Ludovico (1480-1540), succeduto al padre e sposo di Francesca Fieschi, figlia di Gian Luigi Conte di Lavagna, ebbero undici figli, cinque maschi (Luigi detto "Rodomonte", Pirro il Cardinale, Gianfrancesco detto "Cagnino", Alfonso e Carlo) e sei femmine (Paola, moglie di Gian Galeazzo Sanvitale signore di Fontanellato, Ippolita, sposa di Galeotto II Pico della Mirandola, Eleonora, consorte di Girolamo Martinengo, Isabella e Caterina, monache, e Giulia, moglie di Vespasiano Colonna);
- Barbara (1482-1558), sposa di Gianfrancesco Sanseverino, conte di Caiazzo;
- Federico (1483-1527), sposo di Giovanna Orsini da cui ebbe il figlio Carlo;
- Dorotea (1485-1538), sposa Gian Francesco Acquaviva d'Aragona, marchese di Bitonto;
- Susanna (1485-1549), sposa di Pietro di Cardona, conte di Collesano;
- Camilla (1488-1529), sposa nel 1518 Alfonso Granai Castriota, marchese di Atripalda;
- Eleonora (1488-1512), che sposò Christoph von Werdenberg-Heiligenberg, condottiero imperiale;
- Pirro (1490-1529), sposo di Camilla Bentivoglio, figlia di Giovanni II Bentivoglio, da cui ebbe sette figli;
- Antonia (1493-1540), sposa Alfonso Visconti, signore di Saliceto;
- Giovanna, sposa Uberto Pallavicino (1501-1583), marchese di Zibello;
- Gianfrancesco (1493-1500).

Gianfrancesco Gonzaga ebbe poi due figli naturali: Febo e Antonia, monaca nel monastero delle Serve di Maria a Mantova.
I primi quattro maschi Ludovico, Pirro, Federico e Gianfrancesco alla morte del padre ereditarono e si spartirono i suoi domini.

## Ascendenza
|                     |                           |                           | Genitori                |  |  | Nonni                  |  |  | Bisnonni            |  |
|                     |                           |                           |                         |  |  | Francesco II del Balzo |  |  | Guglielmo del Balzo |  |
|                     |                           |                           |                         |  |  | Francesco II del Balzo |  |  | Guglielmo del Balzo |  |
|                     |                           | Anna Brunforte            |                         |  |  | Francesco II del Balzo |  |  |                     |  |
| Pirro del Balzo     |                           |                           |                         |  |  | Francesco II del Balzo |  |  |                     |  |
|                     |                           | Sancia di Chiaromonte     | Tristano di Chiaromonte |  |  |                        |  |  |                     |  |
|                     |                           | Sancia di Chiaromonte     | Tristano di Chiaromonte |  |  |                        |  |  |                     |  |
|                     |                           | Sancia di Chiaromonte     | Caterina di Taranto     |  |  |                        |  |  |                     |  |
| Antonia del Balzo   |                           | Sancia di Chiaromonte     |                         |  |  |                        |  |  |                     |  |
|                     | Gabriele Orsini del Balzo | Raimondo Orsini del Balzo |                         |  |  |                        |  |  |                     |  |
|                     | Gabriele Orsini del Balzo | Raimondo Orsini del Balzo |                         |  |  |                        |  |  |                     |  |
|                     | Gabriele Orsini del Balzo | Maria d'Enghien           |                         |  |  |                        |  |  |                     |  |
| Maria Donata Orsini | Gabriele Orsini del Balzo |                           |                         |  |  |                        |  |  |                     |  |
|                     |                           | Giovanna Caracciolo       | Sergianni Caracciolo    |  |  |                        |  |  |                     |  |
|                     |                           | Giovanna Caracciolo       | Sergianni Caracciolo    |  |  |                        |  |  |                     |  |
|                     |                           | Giovanna Caracciolo       | Caterina Filangieri     |  |  |                        |  |  |                     |  |
|                     |                           | Giovanna Caracciolo       |                         |  |  |                        |  |  |                     |  |